# Die Eisenbahnkinder
Die Eisenbahnkinder ist ein Kinder- und Jugendbuch von Edith Nesbit, das unter dem englischen Titel The Railway Children ursprünglich 1905 als Serie in The London Magazine erschien und 1906 das erste Mal als Buch herausgegeben wurde. Die erste und bislang (2010) einzige deutschsprachige Ausgabe stammt von Irene Muehlon und wurde erstmals 1959 im Steinberg-Verlag, Zürich, veröffentlicht. Das Buch wurde mehrmals verfilmt; die bekannteste Verfilmung ist der 1970 entstandene Kinofilm Jeden Morgen hält derselbe Zug (The Railway Children) von Lionel Jeffries.

## Zusammenfassung
Mutter und die drei Kinder Roberta, Peter und Phyllis ziehen aufs Land, weil Vater wegen angeblicher Spionage für Russland ins Gefängnis muss und sie sich das teure Stadthaus nicht mehr leisten können. Die drei Kinder gehen nicht mehr zur Schule und beschäftigen sich stattdessen damit, die Gegend zu durchstreifen. Besonders gerne halten sie sich beim Bahnhof und den Eisenbahngeleisen auf, wo sie Eisenbahnzüge beobachten und den Reisenden zuwinken. Sie freunden sich auch mit dem Gepäckträger Perks an und lernen einen alten Gentleman kennen, der regelmäßig mit dem 9:15-Zug in die Stadt fährt. Als ein Felssturz die Schienen verschüttet, gelingt es den Kindern, die Lokomotivführer rechtzeitig zu warnen und ein großes Unglück zu verhindern. Dafür erhalten sie vom alten Gentleman, der sich als Direktor der Vereinigten Eisenbahngesellschaft (im englischen Original: Great Northern & Southern Railway) herausstellt, eine Belohnung. Dank ihrer Freundlichkeit und Hilfsbereitschaft haben sie viele gute Freunde in ihrer neuen Heimat. Den russischen Exilanten Szezcpansky nehmen sie ebenso bei sich auf wie einen Jungen, der sich bei einem Spiel im Eisenbahntunnel das Bein bricht. Es stellt sich heraus, dass der alte Gentleman sein Großvater ist. Schlussendlich kann der alte Gentleman dank seiner guten Kontakte zu anderen russischen Exilanten nicht nur die Familie von Szezcpansky ausfindig machen, sondern auch die Unschuld ihres Vaters beweisen. Das Buch endet mit der glücklichen Wiedervereinigung der Familie.

## Hintergrund
Das Thema des Mannes, der unschuldig wegen Spionage im Gefängnis sitzt und letztendlich freigesprochen wird, ist möglicherweise auf die Dreyfus-Affäre zurückzuführen, die einige Jahre zuvor große Beachtung erfahren hatte. Auch der russische Exilant, der vom Zar verfolgt wird, weil er ein wunderbares Buch über arme Leute und wie man ihnen helfen könnte geschrieben hat, und dem die Kinder helfen, wurde wahrscheinlich inspiriert durch die Dissidenten Sergius Stepniak und Peter Kropotkin, die beide mit der Autorin befreundet waren.

## Verfilmungen
Die Geschichte wurde sechs Mal verfilmt: Vier Fernsehserien, ein Kinofilm und ein Fernsehfilm.

### BBC-Fernsehserie
Die Geschichte wurde von der BBC viermal als Serie verfilmt. Die erste Serie von 1951 bestand aus vier 30-minütigen Episoden. Eine zweite Serie verwendete Teile der ersten Serie, enthielt aber auch neues Material mit leichten Besetzungsänderungen. Diese Serie bestand aus vier Folgen von je 60 Minuten Länge.
Die BBC produzierte später nochmals Serien in den Jahren 1957 und 1968. Die Serie von 1968 erreichte den 96. Rang in der 100 Greatest British Television Programmes-Publikumsabstimmung des BFI des Jahres 2000. Darin spielten Jenny Agutter als Roberta und Gillian Bailey als Phyllis. Von allen Fernsehserien existiert nur noch die Serie von 1968, sie ist auf DVD erhältlich; die restlichen gelten als verschollen.

### Kinofilm

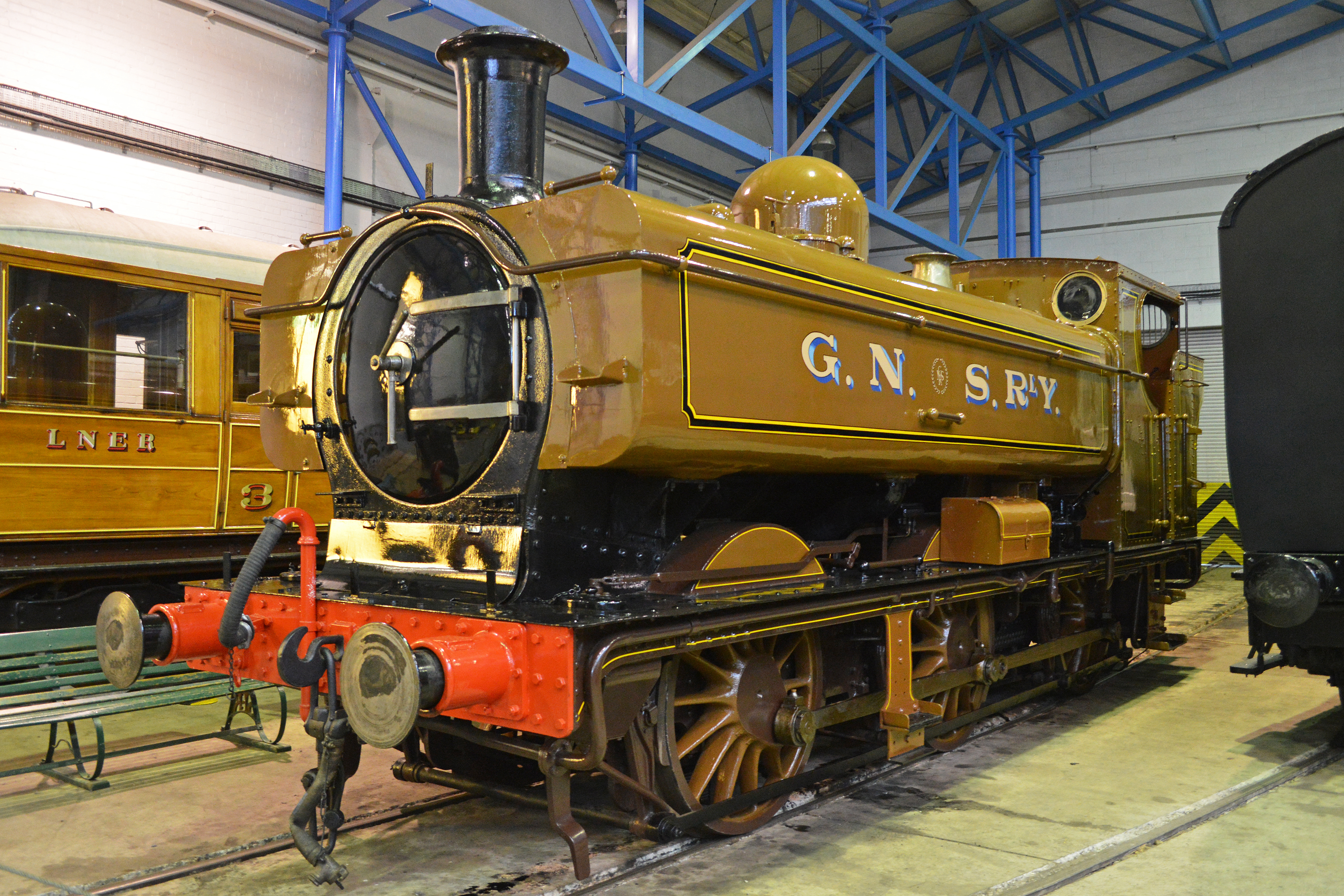
Eine der Lokomotiven aus dem Film in der Lackierung und Beschriftung der fiktiven GN&SR.

Nach den erfolgreichen BBC-Serien der 1960er kaufte der Schauspieler Lionel Jeffries die Filmrechte, schrieb das Drehbuch und führte Regie bei der Verfilmung 1970, die in Deutschland als Jeden Morgen hält derselbe Zug lief. Jenny Agutter, Bernard Cribbins und Dinah Sheridan spielten Hauptrollen in dem Film. Die Musik wurde komponiert, arrangiert und dirigiert durch Johnny Douglas. Diese Verfilmung besitzt in Großbritannien bis heute größere Bekanntheit und wurde 1999 in einer Umfrage des British Film Institute auf Platz 66 der besten britischen Filme des 20. Jahrhunderts gewählt.

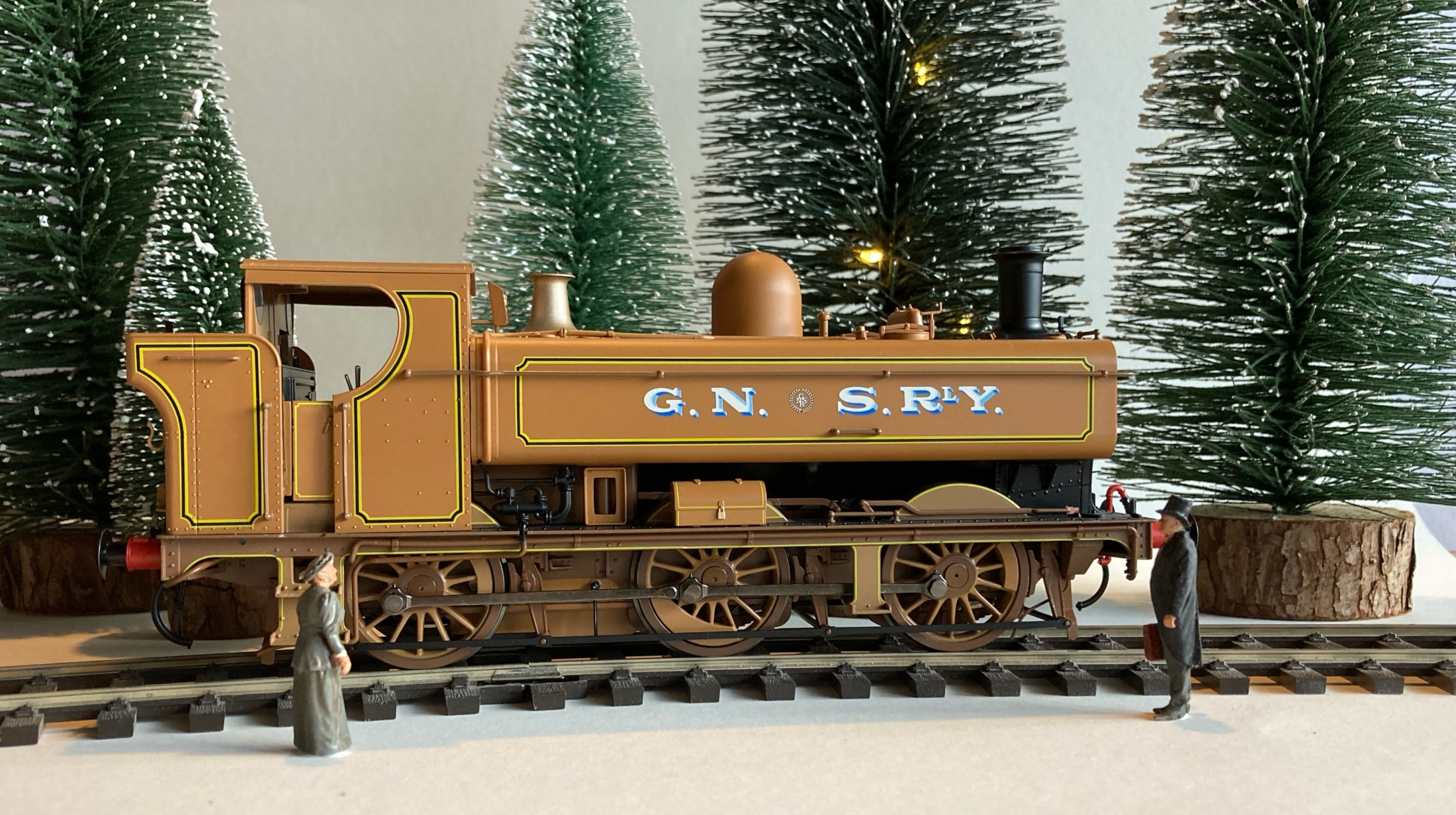
Modell von Dapol für Nenngröße 0

Für die Dreharbeiten wurden eigens Lokomotiven und Wagen umlackiert und mit dem Logo der fiktiven Eisenbahngesellschaft Great Northern and Southern Railway, abgekürzt GN&SR beschriftet. Durch die große Beliebtheit des Films produzierten einige Modellbahnhersteller auch Modelle der im Film vorkommenden Fahrzeuge.
Bereits 1972 brachte Hornby Railways eine Dampflokomotive und Personenwagen dieser fiktiven Gesellschaft für die Nenngröße 00 auf den Markt. Die Lok war mit „GN&SR“ beschriftet, die Wagen hatten keine Beschriftung. 2014 produzierte Bachmann Europe Plc ebenfalls Modelle von Lokomotive und Personenwagen in GN&SR Lackierung und Beschriftung für 00. Seit August 2020 gibt es die Lokomotive auch von Dapol für Nenngröße 0 und seit 2021 für Nenngröße N.

### Fernsehfilm
Im Oktober 1999 produzierte ITV einen neuen Fernsehfilm der Geschichte. Diesmal spielte Jenny Agutter die Mutter. Weitere Schauspieler waren Jemima Rooper und JJ Feild. Verwendet wurden Dampflokomotiven und Rollmaterial der Bluebell Railway und die North British Railway C-Klasse 0-6-0 „Maude“ der Bo’ness and Kinneil Railway.
| Cast          | 1951 (BBC)       | 1957 (BBC)      | 1968 (BBC)       | 1970 (Film)      | 2000 (Carlton TV)    |
| ------------- | ---------------- | --------------- | ---------------- | ---------------- | -------------------- |
| Mother        | Jean Anderson    | Jean Anderson   | Ann Castle       | Dinah Sheridan   | Jenny Agutter        |
| Father        | John Stuart      | John Richmond   | Frederick Treves | Iain Cuthbertson | Michael Kitchen      |
| Roberta       | Marion Chapman   | Anneke Wills    | Jenny Agutter    | Jenny Agutter    | Jemima Rooper        |
| Phyllis       | Carole Lorimer   | Sandra Michaels | Gillian Bailey   | Sally Thomsett   | Clare Thomas         |
| Peter         | Michael Croudson | Cavan Kendall   | Neil McDermott   | Gary Warren      | Jack Blumenau        |
| Perks         | Michael Harding  | Richard Warner  | Gordon Gostelow  | Bernard Cribbins | Gregor Fisher        |
| Old Gentleman | DA Clarke-Smith  | Norman Shelley  | Joseph O’Conor   | William Mervyn   | Richard Attenborough |
| Dr Forrest    | John Le Mesurier | John Stuart     | John Ringham     | Peter Bromilow   | David Bamber         |

### Theater
Im Jahr 2005 wurde das Musical erstmals im Sevenoaks Playhouse in Kent, UK präsentiert. Die Besetzung enthielt Stars wie Nicholas Smith aus Are You Being Served? als alten Gentleman, Paul Henry aus der Serie Crossroads als Perks und West End Star Susannah Fellows als Mutter. Richard John schrieb die Musik, Julian Woolford Skript und Liedtexte. Die Musik wurde von TER/JAY aufgenommen und das Musical von Samuel French Ltd publiziert.
Eine neue Bühnenadaption von Mike Kenny wurde 2008 und 2009 unter der Regie von Damian Cruden im National Railway Museum in York vorgeführt. Die Hauptrollen spielten Sarah Quintrell, Colin Tarrant und Marshall Lancaster (nur 2008), und eine Stirling Single Dampflokomotive (GNR 4-2-2 No. 1) Baujahr 1870. Sie fuhr auf den Schienen um das Museum herum und war Bestandteil des Bühnenbildes. Deshalb wurde für die Aufführung eine erhöhte Bühne gebaut. Das York Theatre Royal führte das Projekt unter Mitwirkung seiner Nachwuchsschauspieler durch.